# Greg Ray
Greg Ray, all'anagrafe Gregory (Dallas, 3 agosto 1966) è un ex pilota automobilistico statunitense, campione della Indy Racing League nel 1999.

## Carriera
Ha corso nella IndyCar Series dal 1997 al 2004, laureandosi campione nel 1999. Ha preso parte a 73 gare, ottenendo 5 vittorie su 14 pole position.